# Championnats de France de natation 2016
Navigation
Limoges 2015 Schiltigheim 2017
Les Championnats de France de natation en grand bassin 2016 se déroulent du 29 mars au 3 avril 2016 à Montpellier.
Cette édition permet également aux meilleurs athlètes de se qualifier pour les Jeux olympiques de 2016 et paralympiques qui auront lieu à Rio de Janeiro.

## Organisation

### Lieu

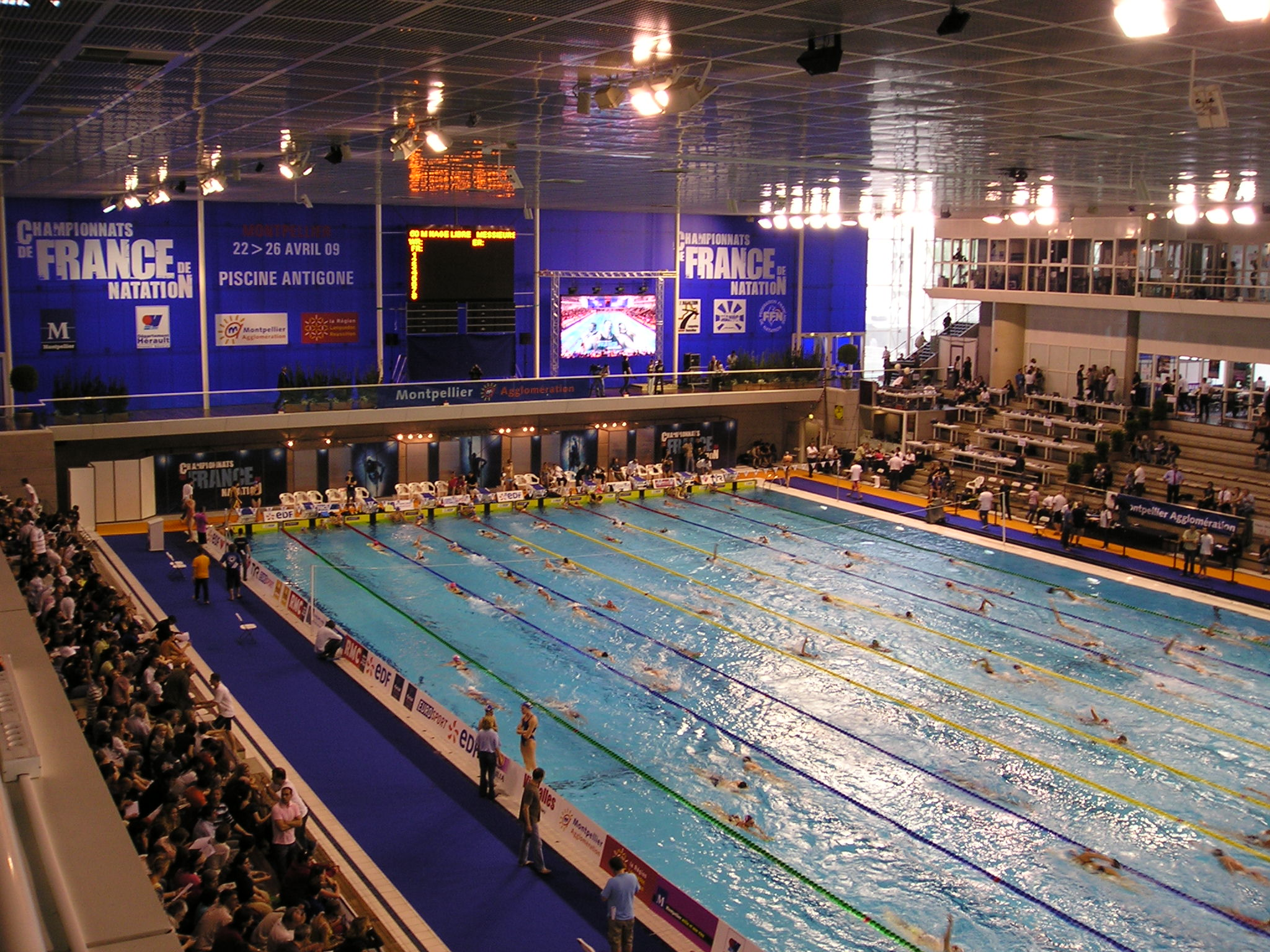
La piscine lors des championnats de France 2009.

La Fédération française de natation a annoncé le 3 avril 2015 que la piscine Antigone accueillerait la compétition. La piscine a été dessinée par Ricardo Bofill et a été ouverte en 1996. Elle est gérée par Montpellier Méditerranée Métropole. La piscine est constituée de deux bassins dont un olympique et elle dispose d'une capacité de 2 000 places. La piscine est notamment utilisée par le Montpellier Water-Polo.
La piscine a accueilli à deux reprises les championnats de France en grand bassin, en 1996 et 2009, ainsi qu'en petit bassin en 2014. En 2009, deux records du monde y avaient été battus : celui du 50 mètres nage libre par Frédérick Bousquet et celui du 100 mètres nage libre par Alain Bernard,.

### Calendrier
Un point presse a lieu le lundi 28 mars. La compétition débute le lendemain, le mardi 29 mars. Elle se termine le dimanche 3 avril. 
En fonction des courses, des athlètes handisports sont soit engagés avec les « valides », soit disposent de séries spécifiques. Des finales handisports ont également lieu. 
Le calendrier des épreuves est le suivant :
| Mars/Avril 2016 | Mar 29                           | Mer 30                                  | Jeu 31                                            | Ven 1er                                        | Sam 2                                        | Dim 3                                      |
| --------------- | -------------------------------- | --------------------------------------- | ------------------------------------------------- | ---------------------------------------------- | -------------------------------------------- | ------------------------------------------ |
| Hommes          | 1 500 m nage libre 200 m 4 nages | 50 m dos 200 m nage libre 200 m brasse  | 400 m 4 nages 200 m papillon 200 m dos            | 100 m brasse 100 m nage libre 800 m nage libre | 400 m nage libre 100 m dos 50 m papillon     | 50 m nage libre 50 m brasse 100 m papillon |
| Femmes          | 400 m 4 nages 100 m papillon     | 400 m nage libre 100 m brasse 100 m dos | 50 m nage libre 1 500 m nage libre 200 m papillon | 200 m nage libre 50 m dos 200 m brasse         | 200 m 4 nages 800 m nage libre 50 m papillon | 100 m nage libre 200 m dos 50 m brasse     |
| Total           | 4                                | 6                                       | 6                                                 | 6                                              | 6                                            | 6                                          |

## Participants

### Athlètes participants
Il y a 803 nageurs (343 filles et 460 garçons) qui participent à la compétition. Ces viennent représentent 218 clubs affiliés à la fédération ainsi que six fédérations étrangères. Les objectifs des nageurs engagés est de se qualifier pour les Jeux olympiques. Les critères de sélections sont jugés très sélectifs.

### Les minima qualificatifs
Les deux premiers français(e)s de chaque épreuve sont qualifiés pour les Jeux olympiques de 2016 organisés à Rio de Janeiro s'ils satisfont aux temps de référence lors de la finale :
| Style de nage | Distance | Hommes                | Hommes                | Femmes                | Femmes                |
| Style de nage | Distance | Temps de référence    | Minima olympiques     | Temps de référence    | Minima olympiques     |
| ------------- | -------- | --------------------- | --------------------- | --------------------- | --------------------- |
| Nage libre    | 50 m     | 21 s 82               | 22 s 27               | 24 s 57               | 25 s 28               |
| Nage libre    | 100 m    | 48 s 13               | 48 s 99               | 53 s 72               | 54 s 43               |
| Nage libre    | 200 m    | 1 min 46 s 06         | 1 min 47 s 97         | 1 min 56 s 78         | 1 min 58 s 96         |
| Nage libre    | 400 m    | 3 min 46 s 66         | 3 min 50 s 44         | 4 min 5 s 64          | 4 min 9 s 08          |
| Nage libre    | 800 m    | Épreuve non olympique | Épreuve non olympique | 8 min 24 s 47         | 9 min 33 s 97         |
| Nage libre    | 1 500 m  | 14 min 57 s 19        | 15 min 14 s 77        | Épreuve non olympique | Épreuve non olympique |
| Dos           | 100 m    | 53 s 29               | 54 s 36               | 59 s 44               | 1 min 0 s 25          |
| Dos           | 200 m    | 1 min 56 s 13         | 1 min 58 s 22         | 2 min 8 s 44          | 2 min 10 s 60         |
| Brasse        | 100 m    | 59 s 84               | 1 min 0 s 57          | 1 min 6 s 93          | 1 min 7 s 85          |
| Brasse        | 200 m    | 2 min 9 s 65          | 2 min 11 s 66         | 2 min 23 s 78         | 2 min 26 s 94         |
| Papillon      | 100 m    | 51 s 61               | 52 s 36               | 57 s 67               | 58 s 74               |
| Papillon      | 200 m    | 1 min 55 s 27         | 1 min 56 s 97         | 2 min 6 s 62          | 2 min 9 s 33          |
| Quatre nages  | 200 m    | 1 min 58 s 09         | 2 min 0 s 28          | 2 min 10 s 60         | 2 min 14 s 26         |
| Quatre nages  | 400 m    | 4 min 13 s 29         | 4 min 16 s 71         | 4 min 35 s 40         | 4 min 43 s 46         |

Si cette condition n'est pas remplie, le DTN se réserve le droit de repêcher des athlètes ayant réalisé les minima olympiques.

## Compétitions

### Résumés

#### Premier jour – mardi 29 mars
Aucune qualification pour les Jeux olympiques de Rio.

## Résultats

### Hommes
| Distance | Or                  | Temps          | Argent             | Temps         | Bronze           | Temps          |
| -------- | ------------------- | -------------- | ------------------ | ------------- | ---------------- | -------------- |
| 50 m     | Florent Manaudou    | 21 s 42 (Q)    | Frederick Bousquet | 22 s 09       | Clément Mignon   | 22 s 22        |
| 100 m    | Jérémy Stravius (Q) | 47 s 97        | Clément Mignon (Q) | 48 s 01       | Florent Manaudou | 48 s 10        |
| 200 m    | Jérémy Stravius     | 1 min 46 s 18  | Jordan Pothain     | 1 min 46 s 81 | Yannick Agnel    | 1 min 46 s 99  |
| 400 m    | Jordan Pothain      | 3 min 47 s 77  | Damien Joly        | 3 min 50 s 84 | Joris Bouchaut   | 3 min 51 s 69  |
| 800 m    | Damien Joly         | 7 min 52 s 75  | Joris Bouchaut     | 7 min 56 s 78 | Anthony Pannier  | 8 min 3 s 67   |
| 1500 m   | Damien Joly         | 14 min 59 s 42 | Nicolas d'Oriano   | 15 min 6 s 31 | Anthony Pannier  | 15 min 15 s 94 |

| Distance | Or                 | Temps         | Argent             | Temps        | Bronze             | Temps        |
| -------- | ------------------ | ------------- | ------------------ | ------------ | ------------------ | ------------ |
| 50 m     | Camille Lacourt    | 24 s 96       | Eddie Moueddene    | 25 s 44      | Thibault Delecluse | 25 s 89      |
| 100 m    | Camille Lacourt    | 52 s 97 (Q)   | Benjamin Stasiulis | 54 s 44      | Eddie Moueddene    | 54 s 89      |
| 200 m    | Benjamin Stasiulis | 1 min 58 s 48 | Geoffroy Mathieu   | 2 min 0 s 03 | Maxence Orange     | 2 min 1 s 09 |

| Distance | Or                    | Temps         | Argent            | Temps         | Bronze                | Temps         |
| -------- | --------------------- | ------------- | ----------------- | ------------- | --------------------- | ------------- |
| 50 m     | Giacomo Perez Dortona | 27 s 78       | Thomas Dahlia     | 28 s 30       | Thibaut Capitaine     | 28 s 44       |
| 100 m    | Théo Bussière         | 1 min 1 s 35  | Thomas Dahlia     | 1 min 1 s 46  | Giacomo Perez Dortona | 1 min 1 s 50  |
| 200 m    | William Debourges     | 2 min 12 s 85 | Thibaut Capitaine | 2 min 12 s 88 | Thomas Dahlia         | 2 min 13 s 13 |

| Distance | Or              | Temps         | Argent        | Temps         | Bronze          | Temps         |
| -------- | --------------- | ------------- | ------------- | ------------- | --------------- | ------------- |
| 50 m     | Mehdy Metella   | 24 s 29       | Paul Pijulet  | 24 s 32       | Yonel Govindin  | 24 s 39       |
| 100 m    | Jérémy Stravius | 51 s 66       | Mehdy Metella | 51 s 84       | Paul Lemaire    | 53 s 20       |
| 200 m    | Jordan Coelho   | 1 min 56 s 49 | Paul Lemaire  | 1 min 58 s 17 | Matthias Marsau | 1 min 58 s 45 |

| Distance | Or               | Temps         | Argent          | Temps         | Bronze          | Temps         |
| -------- | ---------------- | ------------- | --------------- | ------------- | --------------- | ------------- |
| 200 m    | Ganesh Pedurand  | 2 min 0 s 52  | Cyril Chatron   | 2 min 3 s 05  | Guillaume Laure | 2 min 4 s 05  |
| 400 m    | Nicolas d'Oriano | 4 min 20 s 03 | Anthony Pannier | 4 min 23 s 94 | Geoffrey Renard | 4 min 24 s 95 |

### Femmes
| Distance | Or               | Temps             | Argent                   | Temps          | Bronze            | Temps          |
| -------- | ---------------- | ----------------- | ------------------------ | -------------- | ----------------- | -------------- |
| 50 m     | Anna Santamans   | 24 s 59           | Mélanie Henique          | 25 s 13        | Béryl Gastaldello | 25 s 33        |
| 100 m    | Charlotte Bonnet | 53 s 93           | Béryl Gastaldello        | 54 s 10        | Mathilde Cini     | 54 s 44        |
| 200 m    | Charlotte Bonnet | 1 min 56 s 32 (Q) | Coralie Balmy            | 1 min 57 s 18  | Margaux Fabre     | 1 min 59 s 36  |
| 400 m    | Coralie Balmy    | 4 min 5 s 38 (Q)  | Ophélie-Cyrielle Etienne | 4 min 11 s 94  | Fantine Lesaffre  | 4 min 12 s 40  |
| 800 m    | Coralie Balmy    | 8 min 28 s 63     | Ophélie-Cyrielle Etienne | 8 min 43 s 67  | Alizée Morel      | 8 min 46 s 84  |
| 1500 m   | Julie Berthier   | 16 min 36 s 94    | Coralie Codevelle        | 16 min 38 s 09 | Adeline Furst     | 16 min 52 s 02 |

| Distance | Or                | Temps         | Argent                                 | Temps         | Bronze         | Temps         |
| -------- | ----------------- | ------------- | -------------------------------------- | ------------- | -------------- | ------------- |
| 50 m     | Mathilde Cini     | 28 s 58       | Laurine Del'Homme Auriane de Premilhat | 29 s 18       |                |               |
| 100 m    | Béryl Gastaldello | 1 min 0 s 26  | Camille Gheorghiu                      | 1 min 0 s 74  | Mathilde Cini  | 1 min 1 s 64  |
| 200 m    | Camille Gheorghiu | 2 min 12 s 14 | Fantine Lesaffre                       | 2 min 14 s 01 | Pauline Mahieu | 2 min 14 s 97 |

| Distance | Or              | Temps         | Argent           | Temps         | Bronze         | Temps         |
| -------- | --------------- | ------------- | ---------------- | ------------- | -------------- | ------------- |
| 50 m     | Fanny Deberghes | 31 s 97       | Adeline Williams | 32 s 23       | Solène Gallego | 32 s 45       |
| 100 m    | Fanny Deberghes | 1 min 8 s 61  | Charlotte Bonnet | 1 min 8 s 88  | Coralie Dobral | 1 min 9 s 43  |
| 200 m    | Laura Paquit    | 2 min 28 s 65 | Fanny Deberghes  | 2 min 28 s 67 | Camille Dauba  | 2 min 29 s 11 |

| Distance | Or                   | Temps        | Argent            | Temps         | Bronze           | Temps         |
| -------- | -------------------- | ------------ | ----------------- | ------------- | ---------------- | ------------- |
| 50 m     | Mélanie Henique (RF) | 25 s 84      | Béryl Gastaldello | 26 s 49       | Marie Wattel     | 27 s 03       |
| 100 m    | Marie Wattel         | 58 s 38      | Béryl Gastaldello | 58 s 48       | Justine Bruno    | 59 s 91       |
| 200 m    | Lara Grangeon        | 2 min 7 s 87 | Marie Wattel      | 2 min 11 s 82 | Camille Wishaupt | 2 min 13 s 69 |

| Distance | Or            | Temps              | Argent           | Temps         | Bronze            | Temps         |
| -------- | ------------- | ------------------ | ---------------- | ------------- | ----------------- | ------------- |
| 200 m    | Lara Grangeon | 2 min 12 s 68      | Fantine Lesaffre | 2 min 13 s 98 | Cyrielle Duhamel  | 2 min 16 s 06 |
| 400 m    | Lara Grangeon | 4 min 36 s 61 (RF) | Fantine Lesaffre | 4 min 39 s 73 | Coralie Codevelle | 4 min 47 s 75 |